# Costa de la Cavalleria
Costa de la Cavalleria és una masia de Santa Maria de Merlès (Berguedà) declarada bé cultural d'interès nacional.

## Descripció
És una masia de planta rectangular amb coberta a doble vessant i el carener perpendicular a la façana principal, orientada a migdia. Té poques obertures repartides per les diferents façanes, aquestes són allindades i de diferents dimensions.
La torre està situada al cantó de tramuntana de la masia. És de planta quadrada i coberta a quatre vessants, presenta un aparell de grossos carreus col·locats a trencajunt. A la part inferior s'hi accedeix per una porta oberta a mitjans del segle xx; en aquest espai hi ha una habitació coberta per una volta amb un forat per on es tiraven els aliments als presoners. Al mur s'obre una petita espiera per on entrava la llum a la presó. A la part superior hi ha tres finestres allindanades decorades per una motllura.

## Història
La masia de la Costa de la Cavalleria és una construcció bàsicament del segle xvii, però els seus antecedents són medievals: la torre n'és testimoni. L'any 1553, en el fogatge de Santa Maria de Merlés, s'esmenta a Bartomeu Costa com a cap de la casa de la Costa de la Cavalleria.